# Kötschachbach
Der Kötschachbach (auch Kötschacher Ache) ist ein rechter Nebenbach der Gasteiner Ache in der Gemeinde Bad Gastein im österreichischen Bundesland Salzburg.

## Geografie
Der Kötschachbach entspringt auf einer Höhe von 2220 m ü. A. an den Berghängen der Tischlerspitze. Er weist eine Gesamtlänge von 9,7 km auf. Sein Einzugsgebiet ist 40,7 km² groß. Der Bach fließt zunächst grob von Südosten nach Nordwesten durch den Nationalpark Hohe Tauern. Er nimmt hier folgende Nebenbäche auf: rechts den Bäcksteinkogelgraben, links den Akarbach (Rettbach) mit einem Einzugsgebiet von 2,6 km², rechts den Prossaugraben, rechts den Kesselkarbach mit einem Einzugsgebiet von 8,5 km², rechts den Raffelrinnbach, rechts den Scheedrinnbach, links den Reedbach mit einem Einzugsgebiet von 5,9 km² und rechts den Himmelwandbach mit dessen rechtsseitigem Zubringer Weißlahnbach. Zwischen dem Kesselkarbach und dem Raffelrinnbach erstreckt sich das 43,12 ha große Naturwaldreservat Prossauwald in Gastein.
Für einen kurzen Abschnitt fließt der Kötschachbach durch das Landschaftsschutzgebiet Gasteiner-Tal. Er erreicht die Rotte Kötschachtal und ändert seine Fließrichtung auf grob von Osten nach Westen. Hier queren ihn die Fernwanderwege Arnoweg und Salzburger Almenweg. Im lockeren Siedlungsgebiet von Kötschachtal zählen nach und nach folgende Gewässer zu seinen Nebenbächen: links der Plattenbach mit einem Einzugsgebiet von 1,0 km², rechts der Döferlbach mit einem Einzugsgebiet von 2,3 km², rechts die Froneckrunse 3, die Froneckrunse 2, die Froneckrunse 1 und die Weißwandrunse, links der Kapellenbach und rechts die Runse Poserlhöhe. Zuletzt verläuft der Kötschachbach durch das Dorf Badbruck, wo ihn die Fernradwege Ciclovia Alpe Adria und EuroVelo 7 kreuzen. In Badbruck mündet er auf einer Höhe von 862 m ü. A. rechtsseitig in die Gasteiner Ache.

## Geschichte
Starke Regenfälle nach Neuschnee führten am 8. Dezember 1865 zu Überschwemmungen des Kötschachbaches. Dabei entstanden in Badbruck und Kötschachdorf schwere Sachschäden. Der Bach trat wieder am 14. September 1903 über seine Ufer, wie auch andere Gewässer im Gasteinertal, und änderte seinen Verlauf. Die Aufräumarbeiten, die sein altes Bachbett wiederherstellen sollten, nahmen mehrere Monate in Anspruch. Eine weitere Hochwasserkatastrophe mit Verwüstungen ereignete sich am 26. und 27. Mai 1914 in den Tälern des Kötschachbaches, des Anlaufbaches und der Naßfelder Ache.
Im Herbst 1928 richtete der Kötschachbach nach einem Gewitter Vermurungen an, deren Folgen noch lange Zeit sichtbar waren. Erneut löste am 11. August 1933 ein Gewitter über dem Tal Vermurungen und schwere Hochwasserschäden in Kötschachdorf aus. Bei den Aufräumarbeiten verunglückten zwei Männer. Der höchste Wasserstand seit 1903 wurde am 1. August 1937 erreicht. Dabei wurden alle Brücken im Tal zerstört, Wiesen vermurt und Elektrizitätswerke beschädigt. Eine Silberfuchs-Farm wurde überflutet, ohne dass vorher alle Tiere in Sicherheit gebracht werden konnten.
Ein Gewitter am 30. Juli 2016 führte zu einem Hochwasser, das im Tal des Kötschachbaches Verwüstungen anrichtete. Das Tal war unpassierbar und die Bergrettung brachte Wanderer in Sicherheit. In Badbruck war das Trinkwasser verunreinigt. Ein Rückhaltebecken der Wildbachverbauung zwischen Kötschachtal und Badbruck wurde 15 Meter hoch mit Geröll, Holz und Sand gefüllt.